# Игровой сервер
Игровой сервер (англ. game server от англ. game — игра и англ. to serve — служить) — серверное программное обеспечение, часто используемое в компьютерных играх для многопользовательской игры в случаях, когда недостаточно использования одного компьютера (синхронная, либо асинхронная с большими задержками, как шахматы по переписке), либо для сохранения информации вне игрового процесса — например, о рекордах.

## Онлайн-игры
В работе игрового сервера можно выделить 3 основных механизма:

### Связь с клиентом
Получение данных о клиенте, например расположение на виртуальной карте мира (в рамках игрового сервера карта может быть любой), о боезапасе, здоровье, направлении движения и действиях клиента. Все перечисленные данные относятся только к виртуальному игровому миру и не имеют никакого отношения к реальному игроку, находящемуся за ПК.

### Синхронизация полученных данных
Игровой сервер постоянно производит обновление игрового мира. Данные об изменениях отправляются всем клиентам, естественно между сервером и клиентом возникает задержка измеряемая в миллисекундах.

### Отправка данных клиенту
Отправка всех данных после систематизации общей картины игрового мира каждому игроку игрового сервера. Количество данных, которое получит каждый игрок, зависит от значения параметра rate у сервера и у каждого клиента в отдельности. При этом rate клиента не может превышать rate сервера, но не наоборот.